# Ginástica artística nos Jogos Olímpicos de Verão de 2024 - Solo masculino
A competição do solo masculino da ginástica artística nos Jogos Olímpicos de Verão de 2024 foi realizada na Bercy Arena em Paris, França, em 27 de julho e 3 de agosto de 2024. Um total de 63 ginastas de 26 Comitês Olímpicos Nacionais (CON) participaram do evento na fase qualificatória.

## Qualificação
Um CON poderia inscrever até cinco ginastas qualificados. Um total de 96 vagas de cota foram alocadas para ginástica artística masculina.
As 12 equipes que se classificaram enviaram cinco ginastas para a competição por equipes, para um total de 60 das 96 vagas de cota. As três melhores equipes no Campeonato Mundial de Ginástica Artística de 2022 (China, Japão e Grã-Bretanha) e as nove melhores equipes (excluindo as já classificadas) no Campeonato Mundial de Ginástica Artística de 2023 (Estados Unidos, Canadá, Alemanha, Itália, Suíça, Espanha, Turquia, Países Baixos e Ucrânia) ganharam essas vagas.
As 36 vagas restantes foram concedidas individualmente, sendo que cada ginasta poderia ganhar apenas uma vaga. Elas foram preenchidas por meio de diversos critérios baseados no Campeonato Mundial de 2023, na série da Copa do Mundo de Ginástica Artística de 2024, campeonatos continentais, garantia do país sede, garantia de realocação e convite da Comissão Tripartite.
Cada um dos 96 ginastas qualificados era elegível para a competição de solo, mas alguns não competem em todos os eventos por aparelhos.

## Formato
Os oito melhores ginastas na qualificatória (limite de dois por CON) avançam para a final. Os finalistas realizaram um exercício adicional no aparelho. As pontuações da qualificatória foram então ignoradas, com apenas as pontuações da rodada final contando. A pontuação foi de acordo com o Código de Pontos da Federação Internacional de Ginástica.

## Calendário
Horário local (UTC+2)
| Data        | Horário | Fase           | Fase         |
| ----------- | ------- | -------------- | ------------ |
| 27 de julho | 11:00   | Qualificatória | Subdivisão 1 |
| 27 de julho | 15:30   | Qualificatória | Subdivisão 2 |
| 27 de julho | 20:00   | Qualificatória | Subdivisão 3 |
| 3 de agosto | 15:30   | Final          | Final        |

## Medalhistas
| Ouro   | PHI Carlos Yulo     |
| Prata  | ISR Artem Dolgopyat |
| Bronze | GBR Jake Jarman     |

## Resultados

### Qualificatória
Os ginastas que se classificaram entre os oito melhores avançam para a final. No caso de dois ou mais ginastas de um mesmo CON estando entre os oito melhores, os próximos classificados após eles avançam para a final.
| Pos. | Ginasta              | Nota D | Nota E | Pen. | Total  | Qual. |
| ---- | -------------------- | ------ | ------ | ---- | ------ | ----- |
| 1    | GBR Jake Jarman      | 6.6    | 8.366  |      | 14.966 | Q     |
| 2    | PHI Carlos Yulo      | 6.3    | 8.466  |      | 14.766 | Q     |
| 3    | ESP Rayderley Zapata | 6.3    | 8.300  |      | 14.600 | Q     |
| 4    | UKR Illia Kovtun     | 6.2    | 8.333  |      | 14.533 | Q     |
| 5    | GBR Luke Whitehouse  | 6.5    | 8.033  |      | 14.533 | Q     |
| 6    | CHN Zhang Boheng     | 6.1    | 8.366  |      | 14.466 | Q     |
| 7    | ISR Artem Dolgopyat  | 6.4    | 8.066  |      | 14.466 | Q     |
| 8    | KAZ Milad Karimi     | 6.3    | 8.133  |      | 14.433 | Q     |
| 9    | JPN Shinnosuke Oka   | 5.8    | 8.533  |      | 14.333 | R1    |
| 10   | KOR Ryu Sung-hyun    | 6.6    | 7.666  |      | 14.266 | R2    |
| 11   | ESP Joel Plata       | 5.7    | 8.466  |      | 14.166 | R3    |

### Final
Os ginastas com as melhores pontuações conquistam as medalhas.
| Pos.              | Ginasta              | Nota D | Nota E | Pen.   | Total  |
| ----------------- | -------------------- | ------ | ------ | ------ | ------ |
| Medalha de ouro   | PHI Carlos Yulo      | 6.6    | 8.400  |        | 15.000 |
| Medalha de prata  | ISR Artem Dolgopyat  | 6.4    | 8.566  |        | 14.966 |
| Medalha de bronze | GBR Jake Jarman      | 6.6    | 8.333  |        | 14.933 |
| 4                 | UKR Illia Kovtun     | 6.2    | 8.333  |        | 14.533 |
| 5                 | KAZ Milad Karimi     | 6.3    | 8.200  |        | 14.500 |
| 6                 | GBR Luke Whitehouse  | 6.3    | 8.166  |        | 14.466 |
| 7                 | ESP Rayderley Zapata | 6.2    | 8.233  | –0.100 | 14.333 |
| 8                 | CHN Zhang Boheng     | 6.1    | 8.133  | –0.300 | 13.933 |